# Гельмут Мец
Гельмут Мец (нім. Helmut Metz; 26 вересня 1906, Мелленбек — 13 липня 1943, Атлантичний океан) — німецький офіцер-підводник, оберлейтенант-цур-зее резерву крігсмаріне (1 жовтня 1942).

## Біографія
В 1935 році вступив на флот. З листопада 1939 року — вахтовий офіцер на підводному човні U-A, з вересня 1941 по травень 1942 року — на U-129, з липня 1942 року — на U-373. В жовтні-листопаді пройшов курс командира човна. З 21 грудня 1942 року — командир U-487, на якому здійснив 2 походи (разом 76 днів у морі). 13 липня 1943 року U-487 був потоплений в Центральній Атлантиці (27°15′ пн. ш. 38°05′ зх. д.) п'ятьма бомбардувальниками «Евенджер» і «Вайлдкет» з ескортного авіаносця ВМС США «Кор». 33 члени екіпажу були врятовані, 31 (включаючи Меца) загинули.